# Avaí (ort)
Avaí är en ort i Brasilien.   Den ligger i kommunen Avaí och delstaten São Paulo, i den södra delen av landet, 700 km söder om huvudstaden Brasília. Avaí ligger 448 meter över havet och antalet invånare är 4 959.
Terrängen runt Avaí är huvudsakligen platt. Avaí ligger nere i en dal. Runt Avaí är det mycket glesbefolkat, med 2 invånare per kvadratkilometer.. Avaí är det största samhället i trakten.
Omgivningarna runt Avaí är huvudsakligen savann.